# Marie-José Pérec
Marie-José Pérec (Basse-Terre, Guadeloupe, 9 mei 1968) is een Franse voormalige atlete, gespecialiseerd in de 200 m en de 400 m sprint. Ze nam driemaal deel aan de Olympische Spelen en won hierbij in totaal drie gouden medailles. Ze werd geboren in Guadeloupe en verhuisde naar Parijs, toen ze zestien jaar oud was.

## Loopbaan
Haar eerste grote internationale succes behaalde Pérec door in 1991 wereldkampioene op de 400 m te worden. Het jaar daarop werd ze in Barcelona olympisch kampioene. Ze was de eerste Franse atlete die olympisch goud haalde sinds 1968, toen Colette Besson hetzelfde nummer won op de Spelen van Mexico.
Vier jaar later, in Atlanta, verdedigde ze met succes haar titel, maar won ook goud op de 200 m. Pérec was de eerste atlete (m/v) die deze dubbel won op een Olympische Spelen zonder boycot; 20 minuten later evenaarde Michael Johnson deze prestatie als eerste man.
In 2013 werd ze opgenomen in de IAAF Hall of Fame.

## Trivia
- Bij de openingsceremonie van de Olympische Spelen van Parijs in 2024 ontstak Pérec samen met Teddy Riner de olympische vlam.

## Titels
- Olympische kampioene 200 m - 1996
- Olympische kampioene 400 m - 1992, 1996
- Wereldkampioene 400 m - 1991, 1994
- Frans kampioene 100 m - 1991
- Frans kampioene 200 m - 1992, 1995
- Frans kampioene 400 m - 1988
- Frans kampioene 400 m horden - 1989
- Frans indoorkampioene 200 m - 1989

## Persoonlijke records
Outdoor
| Onderdeel    | Prestatie | Datum            | Plaats            |
| ------------ | --------- | ---------------- | ----------------- |
| 100 m        | 10,96 s   | 27 juli 1991     | Dijon             |
| 200 m        | 21,99 s   | 2 juli 1993      | Villeneuve-d'Ascq |
| 400 m        | 48,25 s   | 29 juli 1996     | Atlanta           |
| 400 m horden | 53,21 s   | 16 augustus 1995 | Zürich            |

Indoor
| Onderdeel | Prestatie | Datum        | Plaats    |
| --------- | --------- | ------------ | --------- |
| 200 m     | 23,36 s   | 4 maart 1989 | Boedapest |

## Palmares

### 200 m
- 1989: 6e WK indoor - 23,99 s
- 1992:  Wereldbeker - 23,07 s
- 1993: 4e WK - 22,20 s
- 1996:  OS - 22,12 s

### 400 m
- 1991:  WK - 49,13 s
- 1992:  OS - 48,83 s
- 1994:  Grand Prix Finale - 49,77 s
- 1995:  WK - 49,28 s
- 1996:  OS - 48,25 s

### 4 × 100 m estafette
- 1992: 4e OS - 42,85 s
- 1993: 4e WK - 42,67 s

## Onderscheidingen
- IAAF Hall of Fame - 2013
- Commandeur in het Franse Legioen van Eer - 2020[3]

1948: Fanny Blankers-Koen ·
1952: Marjorie Jackson ·
1956: Betty Cuthbert ·
1960: Wilma Rudolph ·
1964: Edith McGuire ·
1968: Irena Szewińska ·
1972: Renate Stecher ·
1976: Bärbel Eckert ·
1980: Bärbel Wöckel ·
1984: Valerie Brisco-Hooks ·
1988: Florence Griffith-Joyner ·
1992: Gwen Torrence ·
1996: Marie-José Pérec ·
2000: Pauline Davis-Thompson ·
2004: Veronica Campbell ·
2008: Veronica Campbell ·
2012: Allyson Felix ·
2016: Elaine Thompson ·
2020: Elaine Thompson ·
2024: Gabrielle Thomas
1964: Betty Cuthbert ·
1968: Colette Besson ·
1972: Monika Zehrt ·
1976: Irena Szewińska ·
1980: Marita Koch ·
1984: Valerie Brisco-Hooks ·
1988: Olga Bryzgina ·
1992: Marie-José Pérec ·
1996: Marie-José Pérec ·
2000: Cathy Freeman ·
2004: Tonique Williams-Darling ·
2008: Christine Ohuruogu ·
2012: Sanya Richards-Ross ·
2016: Shaunae Miller ·
2020: Shaunae Miller ·
2024: Marileidy Paulino
1983 Jarmila Kratochvílová ·
1987 Olga Bryzgina ·
1991 Marie-José Pérec ·
1993 Jearl Miles-Clark ·
1995 Marie-José Pérec ·
1997 Cathy Freeman ·
1999 Cathy Freeman ·
2001 Amy Mbacke Thiam ·
2003 Ana Guevara ·
2005 Tonique Williams-Darling ·
2007 Christine Ohuruogu ·
2009 Sanya Richards ·
2011 Amantle Montsho ·
2013 Christine Ohuruogu ·
2015 Allyson Felix ·
2017 Phyllis Francis ·
2019 Salwa Eid Naser ·
2022 Shaunae Miller-Uibo ·
2023 Marileidy Paulino
- Bibliothèque nationale de France: cb123226920 (data)
- World Athletics: 14273468
- International Standard Name Identifier: 0000 0000 7832 6298
- Library of Congress Control Number: no2009068753
- Système universitaire de documentation: 081072910
- Virtual International Authority File: 88472724
- WorldCat: E39PBJg4kdFKhRBmCphQFxRdwC